# Средњеколимски рејон
Средњеколимски рејон или Средњеколимски улус (рус. Среднеколымский район) је један од 34 рејона Републике Јакутије у Руској Федерацији. Налази се на сјевероистоку Јакутије и заузима површину од 125.200 км².
Рејон се на југу граничи са Горњим рејоном, на западно је Абииски, на сјеверозападу Аллаиховски, на северу Нижњеколимски рејон, док је граница рејона на истоку са Чукотком, а на југоистоку са Магаданском области.
Доминира равничарски терен, јер већи дио рејона лежи у Колимској низији. На западу је Алазејска, а на истоку Јукагирска висораван. Кроз рејон протичу ријеке Колима и Алазеја, а има и много језера.
Просечна јануарска температура је -38 °C, у јулу +12 °C. У сјевероисточном дијелу рејона је национални парк „Колима“.
Укупан број становника је 7.774 (2010).
Станомништво је мјешано. Село Березовка на истоку рејона је густо насељено Евенима.